# イオン顕微鏡

イオン顕微鏡の模式図。針の先端から電気力線に沿ってイオンが放出される

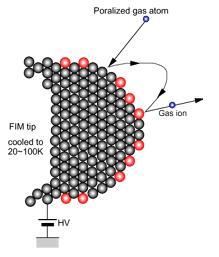
針の先端部の拡大図

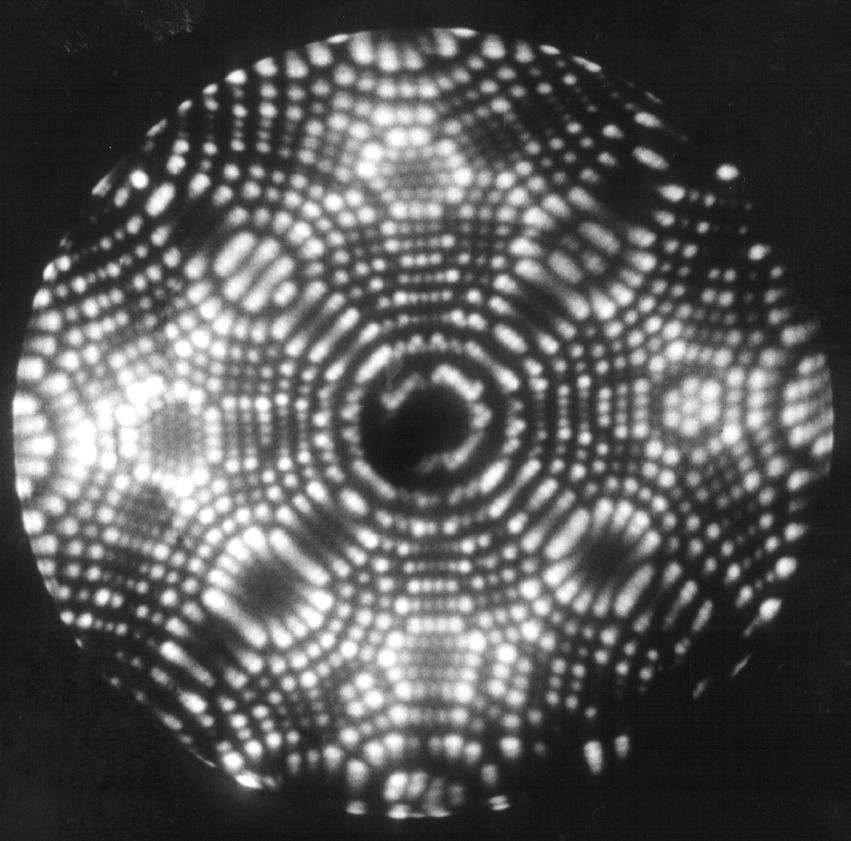
イオン顕微鏡で投影された白金の針の先端の画像。それぞれの輝点は白金の原子

イオン顕微鏡（イオンけんびきょう）とはイオンを試料の画像化に使用する顕微鏡の総称で複数の形式がある。

## 電界イオン顕微鏡
電界イオン顕微鏡（イオンけんびきょう 英名:Field ion microscope;FIM）は尖鋭化した試料先端部を実空間実時間で観測できる投影型の顕微鏡。
電子顕微鏡の電子の代わりにヘリウム、ネオンなどのイオンを使用して拡大像を得る装置。
画像化に使用される粒子の波長によって空間分解能が制限される従来の顕微鏡とは異なり、FIMは原子レベルの解像度とおよそ数百万倍の拡大率を備える投影型の顕微鏡で、極めて単純な構造でありながら、原子を観測することが可能で、世界で初めて原子の観察に成功した経緯がある。
1951年に米国のペンシルバニア州立大学のE.W.ミュラーが創案。
電解研磨によって（先端の直径は100~300 Å）針状に整形された白金やモリブデン、タングステン等の高融点金属製の試料をヘリウム雰囲気中で極低温 (20–100 K) に冷却して電界をかけると、試料の尖塔部において電界が集中するので、ここに接触したヘリウム原子はイオン化され、このヘリウムイオンが電気力線に沿って、スクリーン（マイクロチャンネルプレート）に投影され、輝点が生じることで試料表面の原子の凹凸が拡大して投影される。

## 走査型イオン伝導顕微鏡
走査型イオン伝導顕微鏡とは走査型プローブ顕微鏡の一種で走査型トンネル顕微鏡 (STM)の原理を応用して試料表面の形状と電解質等のイオン流の2次元分布情報を可視化する。

## ヘリウムイオン顕微鏡
ヘリウム原子を試料に照射して細部の構造を可視化する。微細加工も可能。